# Begonia lindleyana
Espèce
Synonymes
- Begonia vitifolia Lindl.[1]
- Gireoudia lindleyana (Walp.) Klotzsch[1]
- Gireoudia vitifolia Klotzsch[1]

Begonia lindleyana est une espèce de plantes de la famille des Begoniaceae. Ce bégonia est originaire du Guatemala. L'espèce fait partie de la section Gireoudia. Elle a été décrite en 1843 par Wilhelm Gerhard Walpers (1816-1853). L'épithète spécifique lindleyana signifie « de Lindley », en hommage à John Lindley qui avait décrit l'espèce en 1842 sous le nom de Begonia vitifolia, combinaison qui prêtait à confusion.

## Répartition géographique
Cette espèce est originaire du pays suivant : Guatemala.